# نورث زولچ (تگزاس)
نورث زولچ، تگزاس(به انگلیسی: North Zulch, Texas) شهری در ایالت تگزاس از ایالات جنوبی ایالات متحده آمریکا است. در سرشماری سال ۲۰۰۰، جمعیت این شهر ۱۰۰ نفر اعلام شد.